# Haydée (opera)

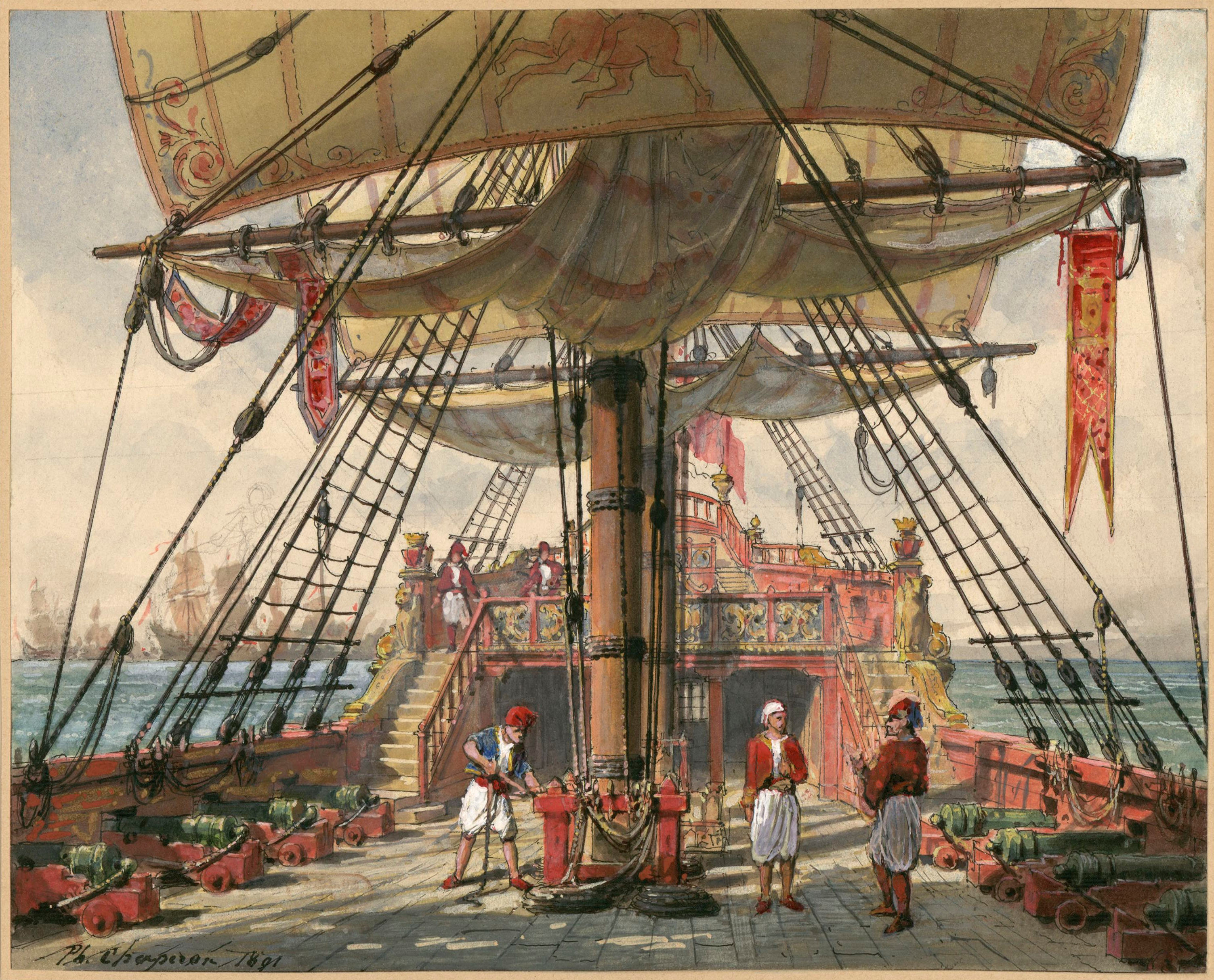
Akte II

Haydée ou Le secret (Haidée eller Hemligheten) är en fransk opéra comique i tre akter med musik av Daniel Auber och libretto av Eugène Scribe efter Prosper Mérimées novell La Partie de trictrac (1830). Operan spelades mer än 520 gånger fram till början på 1900-talet.

## Personer
- Andréa Donato (tenor)
- Doménico (tenor)
- Haydée (sopran)
- Lorédan Grimani (tenor)
- Malipieri (bas)
- Rafaela (sopran)

## Handling
Historien handlar om kriget mellan Venedig och Turkiet på 1500-talet.
Lorédan är en venetiansk amiral som plågas av samvetskval efter att ha fuskat i tärningsspel. Hans handling ruinerade hans vän Donato som begick självmord. Donatos son, okänd för Lorédan, tillhör Lorédans manskap. Skurken Malipieri har kommit på Lorédans hemlighet och hotar avslöja den men hindras av slavinnan Haydée. Malipieri dödas i en duell. Haydée visar sig vara av kungligt blod och Lorédan blir utnämnd till doge.